# Orosz kétrubeles
A 2₽, azaz 2 rubel értékű érme egyike az orosz rubel érméinek. Első változatát 1997-ben verték, ezóta 4 forgalmi érmét és 27 forgalmi emlékérmét vertek ilyen névértékkel. 2022.07.01-én a kétrubelesek az összes orosz érme 6%-át tették ki.

## Forgalmi érmék[2][3][4][5]
| Képek  | Képek  | Paraméterek | Paraméterek | Paraméterek | Paraméterek          | Paraméterek       | Paraméterek                                                           | Verés                                     |
| Előlap | Hátlap | Átmérő      | Tömeg       | Vastagság   | Kompozíció           | Előlap            | Hátlap                                                                | Verési évek                               |
| ------ | ------ | ----------- | ----------- | ----------- | -------------------- | ----------------- | --------------------------------------------------------------------- | ----------------------------------------- |
|        |        | 23 mm       | 5,1 g       | 1,8 mm      | Nikkel sárgaréz      | 2 РУБЛЯ (2 rubel) | БАНК РОССИИ ДВА РУБЛЯ (Orosz Nemzeti Bank, két rubel)                 | 1997-2001                                 |
|        |        | 23 mm       | 5,1 g       | 1,8 mm      | Nikkel sárgaréz      | 2 РУБЛЯ (2 rubel) | ДВА РУБЛЯ БАНК РОССИИ (két rubel, Orosz Nemzeti Bank)                 | 2006-2009 (2002-2003-ban csak szettekben) |
|        |        | 23 mm       | 5 g         | 1,8 mm      | Nikkel bevonatú acél | 2 РУБЛЯ (2 rubel) | ДВА РУБЛЯ БАНК РОССИИ (két rubel, Orosz Nemzeti Bank)                 | 2009-2015                                 |
|        |        | 23 mm       | 5 g         | 1,8 mm      | Nikkel bevonatú acél | 2 РУБЛЯ (2 rubel) | РОССИЙСКАЯ ФЕДЕРАЦИЯБАНК РОССИИ (Orosz föderáció, Orosz Nemzeti Bank) | 2016-2022                                 |

## Forgalmi emlékérmék

### AII. világháborúmegnyerésének 55. évfordulója[6][7][8][9][10][11][12]
A II. világháború megnyerésének 55. évfordulójára egy 7 érméből álló sorozatot adtak ki.
| Képek  | Képek                        | Paraméterek | Paraméterek | Paraméterek | Paraméterek     | Paraméterek                | Verés     | Verés                   |
| Előlap | Hátlap                       | Átmérő      | Tömeg       | Vastagság   | Kompozíció      | Ábrázolt város             | Verési év | Vert darab              |
| ------ | ---------------------------- | ----------- | ----------- | ----------- | --------------- | -------------------------- | --------- | ----------------------- |
|        |                              | 23 mm       | 5,1 g       | 1,8 mm      | Nikkel sárgaréz | Sztálingrád (ma Volgográd) | 2000      | Mindegyikből 10,000,000 |
|        | Tula                         | 23 mm       | 5,1 g       | 1,8 mm      | Nikkel sárgaréz |                            | 2000      | Mindegyikből 10,000,000 |
|        | Szmolenszk                   | 23 mm       | 5,1 g       | 1,8 mm      | Nikkel sárgaréz |                            | 2000      | Mindegyikből 10,000,000 |
|        | Murmanszk                    | 23 mm       | 5,1 g       | 1,8 mm      | Nikkel sárgaréz |                            | 2000      | Mindegyikből 10,000,000 |
|        | Moszkva                      | 23 mm       | 5,1 g       | 1,8 mm      | Nikkel sárgaréz |                            | 2000      | Mindegyikből 10,000,000 |
|        | Novorosszijszk               | 23 mm       | 5,1 g       | 1,8 mm      | Nikkel sárgaréz |                            | 2000      | Mindegyikből 10,000,000 |
|        | Leningrád (ma Szentpétervár) | 23 mm       | 5,1 g       | 1,8 mm      | Nikkel sárgaréz |                            | 2000      | Mindegyikből 10,000,000 |

### Jurij Alekszejevics Gagarinűrrepülésének 40. évfordulója[13]
| Képek  | Képek  | Paraméterek | Paraméterek | Paraméterek | Paraméterek     | Paraméterek                                                    | Verés     | Verés      |
| Előlap | Hátlap | Átmérő      | Tömeg       | Vastagság   | Kompozíció      | Ábrázolás                                                      | Verési év | Vert darab |
| ------ | ------ | ----------- | ----------- | ----------- | --------------- | -------------------------------------------------------------- | --------- | ---------- |
|        |        | 23 mm       | 5,1 g       | 1,8 mm      | Nikkel sárgaréz | Jurij Alekszejevics Gagarin, aláírás, dátum: 1961. április 12. | 2001      | 20,000,000 |

### Az1812-es oroszországi hadjáratmegnyerésének 200. évfordulója[14][15][16][17][18][19][20][21][22][23][24][25][26][27][28][29][30]
Az 1812-es oroszországi hadjárat megnyerésének 200. évfordulójára egy 17 érméből álló sorozatot adtak ki.
| Képek  | Képek                                   | Paraméterek | Paraméterek | Paraméterek | Paraméterek          | Paraméterek                                               | Verés     | Verés                  |
| Előlap | Hátlap                                  | Átmérő      | Tömeg       | Vastagság   | Kompozíció           | Ábrázolás                                                 | Verési év | Vert darab             |
| ------ | --------------------------------------- | ----------- | ----------- | ----------- | -------------------- | --------------------------------------------------------- | --------- | ---------------------- |
|        |                                         | 23 mm       | 5 g         | 1,8 mm      | Nikkel bevonatú acél | Az 1812-es oroszországi hadjárat megnyerésének szimbóluma | 2012      | Mindegyikből 5,000,000 |
|        | Mihail Illarionovics Kutuzov            | 23 mm       | 5 g         | 1,8 mm      | Nikkel bevonatú acél |                                                           | 2012      | Mindegyikből 5,000,000 |
|        | Mihail Barclay de Tolly                 | 23 mm       | 5 g         | 1,8 mm      | Nikkel bevonatú acél |                                                           | 2012      | Mindegyikből 5,000,000 |
|        | Petre Bagrationi                        | 23 mm       | 5 g         | 1,8 mm      | Nikkel bevonatú acél |                                                           | 2012      | Mindegyikből 5,000,000 |
|        | Leontyij Leontyjevics Bennigsen         | 23 mm       | 5 g         | 1,8 mm      | Nikkel bevonatú acél |                                                           | 2012      | Mindegyikből 5,000,000 |
|        | Peter Wittgenstein                      | 23 mm       | 5 g         | 1,8 mm      | Nikkel bevonatú acél |                                                           | 2012      | Mindegyikből 5,000,000 |
|        | Gyenisz Davydov                         | 23 mm       | 5 g         | 1,8 mm      | Nikkel bevonatú acél |                                                           | 2012      | Mindegyikből 5,000,000 |
|        | Dmitrij Dokturov                        | 23 mm       | 5 g         | 1,8 mm      | Nikkel bevonatú acél |                                                           | 2012      | Mindegyikből 5,000,000 |
|        | Nagyezsda Andrejevna Durova             | 23 mm       | 5 g         | 1,8 mm      | Nikkel bevonatú acél |                                                           | 2012      | Mindegyikből 5,000,000 |
|        | Alekszej Petrovics Jermolov             | 23 mm       | 5 g         | 1,8 mm      | Nikkel bevonatú acél |                                                           | 2012      | Mindegyikből 5,000,000 |
|        | Vasilisa Kozhina                        | 23 mm       | 5 g         | 1,8 mm      | Nikkel bevonatú acél |                                                           | 2012      | Mindegyikből 5,000,000 |
|        | Alekszandr Kutaisov                     | 23 mm       | 5 g         | 1,8 mm      | Nikkel bevonatú acél |                                                           | 2012      | Mindegyikből 5,000,000 |
|        | Mihail Miloradovics                     | 23 mm       | 5 g         | 1,8 mm      | Nikkel bevonatú acél |                                                           | 2012      | Mindegyikből 5,000,000 |
|        | Alekszandr Ivanovics Ostermann-Tolsztoj | 23 mm       | 5 g         | 1,8 mm      | Nikkel bevonatú acél |                                                           | 2012      | Mindegyikből 5,000,000 |
|        | Nyikolaj Raevsky                        | 23 mm       | 5 g         | 1,8 mm      | Nikkel bevonatú acél |                                                           | 2012      | Mindegyikből 5,000,000 |
|        | Matvej Ivanovics Platov                 | 23 mm       | 5 g         | 1,8 mm      | Nikkel bevonatú acél |                                                           | 2012      | Mindegyikből 5,000,000 |
|        | I. Sándor orosz cár                     | 23 mm       | 5 g         | 1,8 mm      | Nikkel bevonatú acél |                                                           | 2012      | Mindegyikből 5,000,000 |

### A hős város[31][32]
| Képek  | Képek        | Paraméterek | Paraméterek | Paraméterek | Paraméterek          | Paraméterek    | Verés     | Verés                  |
| Előlap | Hátlap       | Átmérő      | Tömeg       | Vastagság   | Kompozíció           | Ábrázolt város | Verési év | Vert darab             |
| ------ | ------------ | ----------- | ----------- | ----------- | -------------------- | -------------- | --------- | ---------------------- |
|        |              | 23 mm       | 5,1 g       | 1,8 mm      | Nikkel bevonatú acél | Kercs          | 2017      | Mindegyikből 5,000,000 |
|        | Szevasztopol | 23 mm       | 5,1 g       | 1,8 mm      | Nikkel bevonatú acél |                | 2017      | Mindegyikből 5,000,000 |